# Pintade de Pucheran
Guttera pucherani
Espèce
Statut de conservation UICN

 LC  : Préoccupation mineure
La Pintade de Pucheran (Guttera pucherani) ou pintade huppée, est une espèce d'oiseau appartenant à la famille des Numididae.

## Description
Elle a une longueur totale d'environ 50 cm pour une envergure de 75 cm à 1 m et un poids de 750 à 1 500 g. Son plumage est globalement noirâtre avec de denses taches blanches. Il a une crête noire caractéristique sur le dessus de la tête, dont la forme varie de petites plumes frisées à un simple duvet en fonction des sous-espèces et qui la sépare facilement de toutes les autres espèces de pintades, à l'exception de la Pintade plumifère. La tête dénudée est rouge et les pattes sont noires.

## Répartition
Cet oiseau peuple le sud de la Somalie, le Kenya et le nord-est de la Tanzanie.

## Habitat
Cet oiseau peuple les forêts claires, les bois et les portions de savanes boisées.

## Taxinomie
Le nom de cet oiseau désignait jadis une espèce regroupant également deux autres espèces actuelles : la pintade de Verreaux (Guttera verreauxi) et la pintade d'Édouard (Guttera edouardi).

## Dédicace
Cet oiseau est dédié à Jacques Pucheran (1817-1895), conservateur au Muséum National d'Histoire Naturelle de Paris.